# Dicranopselaphus venosus
Dicranopselaphus venosus is een keversoort uit de familie keikevers (Psephenidae). De wetenschappelijke naam van de soort werd in 1897 gepubliceerd door George Charles Champion.